# Morpho didius
Morpho didius es una mariposa neotropical. Pertenece a la subfamilia Morphinae de la familia Nymphalidae. Es considerada por algunos autores una subespecie de M. menelaus. Sus larvas se alimentan de palmáceas. 
La especie fue descrita en 1874 por Carl Heinrich Hopffer.

## Morfología
Morpho didius es una de las especies más grandes del género Morpho. Tiene una envergadura de hasta 150 milímetros. La parte dorsal de sus alas es de color azul metálico. 